# Villiers-Adam
Villiers-Adam is een gemeente in het Franse departement Val-d'Oise (regio Île-de-France) en telt 775 inwoners (1999). De plaats maakt deel uit van het arrondissement Pontoise.

## Geografie
De oppervlakte van Villiers-Adam bedraagt 9,8 km², de bevolkingsdichtheid is 79,1 inwoners per km².
De onderstaande kaart toont de ligging van Villiers-Adam met de belangrijkste infrastructuur en aangrenzende gemeenten.

## Demografie
Onderstaande figuur toont het verloop van het inwonertal (bron: INSEE-tellingen).